# ニュースタイルガバ
ニュースタイルガバ (Nustyle gabberまたはNustyle gabba) とは、ガバから派生したハードコアテクノの音楽ジャンルの一つである。

## 概要
ハードコアシーンは、1990年代後半に決定的に分割された。
一部のプロデューサーは、高速なガバに使われる伝統的なエンベロープの長いバスドラムよりも、低速のガバに使われる、低音がより深く激しいバスドラムを受け入れ始めた。
この遅いテンポの新しいサウンドは「メインストリーム」や「ニュースクール」と呼ばれ、ハード・ハウスのようになることを始め、テンポが遅くなっていった。
そして最終的には、160-180BPMの範囲で作成されるようになった。

## 主なプロデューサー

### 海外
- アンガーフィスト (Angerfist)
- DJ Mad Dog（オランダ語版）
- DJパニック (DJ Panic)
- Endymion
- Evil Activities
- ネオファイト（英語版） (Neophyte)
- Nosferatu
- オマー・サンタナ (Omar Santana)
- ポール・エルスタック (Paul Elstak)
- スコット・ブラウン (Scott Brown)
- Tha Playah
- The Viper

### 日本国内
- DJ Myosuke
- kenta-v.ez.
- kors k（teranoid）
- Team Grimoire
- L. E. D.
- Noizenecio
- RoughSketch
- QUIL
- 6th